# Marlin Firearms
A Marlin Firearms Co., fundada por John M. Marlin em 1870, anteriormente sediada em North Haven, Connecticut, é uma fabricante de armas de fogo que produz basicamente: rifles semiautomáticos, de ação por alavanca e por ferrolho. 
No passado, a Marlin Firearms fabricou escopetas, derringers e revólveres. A Marlin comprou a H&R Firearms em novembro de 2000. Em 2007, a Remington Arms, parte da Remington Outdoor Company, adquiriu a Marlin Firearms. A Remington produziu armas com a marca Marlin nas fábricas de Kentucky e Nova Iorque. Em 2020, a Sturm, Ruger & Co. comprou a empresa da falida Remington Outdoor Company.

## Produtos
Esses são alguns dos rifles produzidos pela Marlin:
- Marlin Model 1881 - o primeiro da linha de rifles
- Marlin Model 1888 - versão melhorada do 1881 para calibres menores
- Marlin Model 1889 - versão melhorada do 1888 com sistema de ejeção de cartuchos pela lateral
- Marlin Model 20
- Marlin Model 336
- Marlin Model 25MG
- Marlin Model XT-22
- Marlin Model Golden 39A
- Marlin Levermatic
- Marlin Model 60
- Marlin Model 1894
- Marlin Model 336
- Marlin Camp Carbine
- Marlin Model 70P
- Marlin Model 795
- Marlin Model 780
- M2 Hyde
- United Defense M42

## Calibres
Esses são alguns calibres dos rifles produzidos pela Marlin:
- .22 Short
- .22 Long
- .22 Long Rifle
- .22 WMR
- .357 Magnum
- .41 Magnum
- .44 Magnum
- .45 Colt
- .30-06 Springfield
- .270 Winchester
- .25-06 Remington
- .308 Winchester
- .243 Winchester
- 7mm-08 Remington